# Banquier d'affaires
 (juin 2025).
Si vous disposez d'ouvrages ou d'articles de référence ou si vous connaissez des sites web de qualité traitant du thème abordé ici, merci de compléter l'article en donnant les références utiles à sa vérifiabilité et en les liant à la section « Notes et références ».
Le banquier d'affaires est un associé ou un employé d'une banque d'affaires.

## Fonctions
Sa fonction consiste à conseiller des clients de type États ou entreprises en ce qui concerne leurs besoins et leur structure de financement, ou leurs prises de participations/acquisitions. Concrètement, un banquier d'affaires gère des émissions obligataires, des augmentations de capital ou propose des opérations de fusions-acquisitions.
Le métier de banquier d'affaires est donc de vendre des prestations d'ingénierie financière et non pas des crédits ou investissements. Au sens strict, une banque d'affaires n'est donc pas une banque (dénommée aussi « établissement de crédit ») autorisée à collecter des dépôts et à octroyer des crédits, mais une société de conseil stratégique et financier, dont les seules ressources sont les honoraires qu'elle facture aux clients qu'elle conseille. Elle n'a donc pas de conflit d'intérêts avec des activités de crédit ou de financement dont elle est indépendante.

En France, en dépit d’un usage ancien de l’appellation « banque d’affaires » de la part de ces maisons de conseil en haut de bilan, l’utilisation du mot « banque » par une société non agréée en qualité d’établissement de crédit contrevient aux dispositions de l’article L. 511-8 du code monétaire et financier, aux termes duquel « il est interdit à toute entreprise autre qu’un établissement de crédit ou une société de financement d’utiliser une dénomination, une raison sociale, une publicité ou, d’une façon générale, des expressions faisant croire qu’elle est agréée respectivement en tant qu’établissement de crédit ou société de financement, ou de créer une confusion en cette matière ». Pour cette raison, l’appellation « banque d’affaires » ne peut être utilisée que par des établissements agréés, d’autant plus que l’essor récent de sociétés en ligne utilisant cette mention risque de provoquer la confusion auprès d’un large public.